# Metropolitan Life Insurance Company Tower
Metropolitan Life Tower (známý také jako Metropolitan Life Insurance Company Building nebo zkráceně Met Life Tower) je mrakodrap stojící na newyorské ulici Madison Avenue. Byl navržen architektonickou společností Napoleon LeBrun & Sons. Inspirací se stala kostelní věž Campanile di San Marco stojící v italských Benátkách. Výstavba probíhala v letech 1907–1909 a po svém dokončení se stal nejvyšší budovou světa až do roku 1913, kdy jej překonal Woolworth Building. Budova patří na seznam národních historických památek.

## Architektura budovy
Met Life Tower byla přibudována k 11 patrové budově z roku 1897, která nesla název East Wing. Na budově jsou umístěny čtyři ciferníkové hodiny, jedny na každé straně budovy. Jsou umístěny ve výšce od 25. do 27. patra. Průměr ciferníku je 8,1 metru, každé číslo je 1,2 metru velké a každá minutová ručička váží přibližně půl tuny.
Původní fasáda byla z mramorových desek, ale v roce 1964 proběhla rekonstrukce a původní mramorové desky byl nahrazeny vápencovými. Tato rekonstrukce měla také za cíl modernizaci budovy, a proto byly různé architektonické prvky a detaily odstraněny.
Další tříletá rekonstrukce byla ukončena v roce 2002. Při této rekonstrukci mimo jiné bylo instalováno noční osvětlení, které mění barvy podle státních svátků nebo různých událostí podobně jako na Empire State Building.